# Proatividade
A proatividade é o comportamento de antecipação e de responsabilização pelas próprias escolhas e ações frente às situações impostas pelo meio. O uso da palavra proativo foi limitado ao domínio da psicologia experimental na década de 1930. Grande parte desta teoria foi formada nos campos de concentração nazistas, onde Viktor Frankl perdeu sua esposa, pai, mãe e família, mas decidiu que, mesmo sob as piores circunstâncias, as pessoas podem criar e encontrar um significado para a existência. Alain Paul Martin observou que a ideia original de Frankl foi gradualmente reduzida a uma oposição binária entre as opções reativa e proativa. Restringindo as escolhas apenas às opções reativas e proativas podemos impedir a liberdade de escolha e corremos o risco de prejudicar gravemente a inovação e a criatividade.

## Proatividade no trabalho
Segundo Meiry Kamia, o comportamento proativo é definido como sendo um conjunto  de comportamentos extrapapel em que o trabalhador busca espontaneamente por mudanças no seu ambiente de trabalho, solucionando e antecipando-se aos problemas, visando a metas de longo prazo que beneficiam a organização.
Suas principais características são:
1. Busca ativa por oportunidades de mudança;
2. Planejamento e execução de ideias;
3. Enfrentamento de obstáculos.